# آی‌سی گس
آی‌سی گس (انگلیسی: Imperial Continental Gas) شرکت گاز بریتانیایی است، که در سال ۱۸۲۴ تأسیس شد.